# Liste der prominentesten Berge Europas
Die Liste der prominentesten Berge Europas führt die Berge Europas mit einer Schartenhöhe von über 2000 m an. Die Schartenhöhe oder Prominenz eines Gipfels ergibt sich als Differenz aus seiner Höhe und der höchstgelegenen Einschartung (Bezugsscharte), bis zu der man mindestens absteigen muss, um einen höheren Gipfel zu erreichen. Sie ist damit neben der Dominanz ein objektives Maß für die Selbständigkeit eines Gipfels.
Berge im Kaukasus sind mit Asterisk (*) gekennzeichnet, da diese je nach Definitionsweise des europäischen Kontinents zu Asien oder zu Europa gezählt werden. Häufig werden auch die Azoren zu Europa gerechnet, im Falle ihrer Berücksichtigung erschiene der Ponta do Pico auf Pico (2351 m) auf Platz 15. Prominentester Berg Deutschlands ist die Zugspitze mit 1746 m, in der Liste wäre das Platz 61.

## Liste
| Nr. | Gipfel               | Gebirge                          | Land                      | Höhe (m) | Scharten- höhe (m) | Bezugsscharte                                  |
| --- | -------------------- | -------------------------------- | ------------------------- | -------- | ------------------ | ---------------------------------------------- |
| 01  | Elbrus*              | Kaukasus                         | Russland                  | 5642     | 4741               | im Südwesten Pakistans (901 m)                 |
| 02  | Mont Blanc           | Mont-Blanc-Gruppe (Westalpen)    | Frankreich / Italien      | 4805     | 4692               | beim Kubenasee (113 m)                         |
| 03  | Ätna                 |                                  | Italien                   | 3323     | 3323               | 0 m (höchster Berg Siziliens)                  |
| 04  | Mulhacén             | Sierra Nevada                    | Spanien                   | 3482     | 3285               | Seuil de Naurouze (197 m)                      |
| 05  | Aneto                | Pyrenäen                         | Spanien                   | 3404     | 2812               | Alto de Dima (592 m)                           |
| 06  | Monte Cinto          | Cinto-Massiv                     | Frankreich                | 2706     | 2706               | 0 m (höchster Berg Korsikas)                   |
| 07  | Corno Grande         | Abruzzischer Apennin             | Italien                   | 2912     | 2476               | bei Altare (436 m)                             |
| 08  | Musala               | Rila                             | Bulgarien                 | 2925     | 2473               | bei Čukarka (452 m)                            |
| 09  | Psiloritis           | Idagebirge                       | Griechenland              | 2456     | 2456               | 0 m (höchster Berg Kretas)                     |
| 10  | Bazardüzü*           | Großer Kaukasus                  | Aserbaidschan / Russland  | 4466     | 2454               | namenlose Scharte bei N42.008 O46.085 (2012 m) |
| 11  | Großglockner         | Hohe Tauern (Ostalpen)           | Österreich                | 3798     | 2428               | Brennerpass (1370 m)                           |
| 12  | Galdhøpiggen         | Jotunheimen                      | Norwegen                  | 2469     | 2372               | bei N62.308 O37.792 (97 m)                     |
| 13  | Mytikas              | Olymp                            | Griechenland              | 2918     | 2355               | zwischen Trikokkia und Agifyllo (563 m)        |
| 14  | Kasbek*              | Großer Kaukasus                  | Georgien / Russland       | 5034     | 2353               | namenlose Scharte bei N42.601 O44.063 (2681 m) |
| 15  | Gerlachovský štít    | Hohe Tatra (Karpaten)            | Slowakei                  | 2654     | 2344               | Mährische Pforte (310 m)                       |
| 16  | Hagios Ilias         | Taygetos                         | Griechenland              | 2405     | 2345               | Kanal von Korinth (60 m)                       |
| 17  | Finsteraarhorn       | Berner Alpen (Westalpen)         | Schweiz                   | 4274     | 2279               | Simplonpass (1995 m)                           |
| 18  | Beerenberg           |                                  | Norwegen                  | 2277     | 2277               |                                                |
| 19  | Wildspitze           | Ötztaler Alpen (Ostalpen)        | Österreich                | 3768     | 2261               | Reschenpass (1507 m)                           |
| 20  | Piz Bernina          | Berninagruppe (Ostalpen)         | Schweiz                   | 4048     | 2236               | Malojapass (1812 m)                            |
| 21  | Hochkönig            | Berchtesgadener Alpen (Ostalpen) | Österreich                | 2941     | 2181               | in Maishofen (757 m)                           |
| 22  | Korab                | Korabgebirge                     | Albanien / Nordmazedonien | 2764     | 2169               | bei Godovič, Idrija (595 m)                    |
| 23  | Dufourspitze         | Walliser Alpen (Westalpen)       | Schweiz / Italien         | 4634     | 2165               | Grosser St. Bernhard (2469 m)                  |
| 24  | Tebulosmta*          | Großer Kaukasus                  | Georgien / Russland       | 4493     | 2145               | Gudamakari Pass (2348 m)                       |
| 25  | Hoher Dachstein      | Dachsteingebirge (Ostalpen)      | Österreich                | 2995     | 2136               | bei Eben im Pongau (859 m)                     |
| 26  | Marmolata            | Dolomiten (Ostalpen)             | Italien                   | 3342     | 2130               | Toblacher Feld (1212 m)                        |
| 27  | Hvannadalshnúkur     | Öræfajökull                      | Island                    | 2110     | 2110               |                                                |
| 28  | Vârful Parângul Mare | Südkarpaten                      | Rumänien                  | 2519     | 2103               | 2 km S von Ocna Sibiului (416 m)               |
| 29  | Monte Viso           | Cottische Alpen (Westalpen)      | Italien                   | 3841     | 2062               | Le Mauvais Pas (1779 m)                        |
| 30  | Triglav              | Julische Alpen (Ostalpen)        | Slowenien                 | 2864     | 2048               | Sella di Camporosso (816 m)                    |
| 31  | Barre des Écrins     | Pelvoux (Westalpen)              | Frankreich                | 4102     | 2045               | Col du Lautaret (2057 m)                       |
| 32  | Moldoveanu           | Südkarpaten                      | Rumänien                  | 2544     | 2042               | Duklapass (502 m)                              |
| 33  | Pachnes              | Lefka Ori                        | Griechenland              | 2453     | 2038               | 2,5 km W von Karines (415 m)                   |
| 34  | Jezerca              | Prokletije (Dinariden)           | Albanien                  | 2694     | 2036               | 7 km W von Drenas (658 m)                      |
| 35  | Säntis               | Appenzeller Alpen (Westalpen)    | Schweiz                   | 2502     | 2016               | in Mels (486 m)                                |
| 36  | Athos                |                                  | Griechenland              | 2030     | 2012               | bei Nea Roda (18 m)x                           |
| 37  | Dychtau*             | Großer Kaukasus                  | Russland                  | 5205     | 2002               | Donguzorun (3203 m)                            |